# Aeroport Internacional d'Ovda
L'Aeroport Internacional d'Ovda (en hebreu: נמל התעופה עובדה) (Namal HaTe'ufa Ovda) (IATA:VDA, ICAO:LLOV), és el segon aeroport internacional d'Israel, per darrere de l'Aeroport Internacional Ben Gurion a Lod. Està situat al sud del país, a 60 km (40 milles) al nord de la ciutat de Elat. Ovda va ser construït originalment com un aeroport d'ús militar l'any 1980, a conseqüència de la retirada de la Península del Sinaí com a part del Tractat de Pau israelo-egipci atès que la Força Aèria Israeliana necessitava de bases aèries alternatives a les bases del Sinaí. En l'actualitat, l'aeroport també dona servei com a destinació per a nombrosos vols amb destinació a Eilat, especialment per a les aeronaus més grans que no poden emprar la pista d'aterratge més curta de l'Aeroport d'Eilat. S'espera que les operacions civils deixin l'aeroport l'any 2010, quan el nou aeroport internacional d'Eilat entri en funcionament.

## Història

### Els primers anys
L'aeroport d'Ovda va començar a funcionar com una base aèria de la Força Aèria Israeliana el 1981, construïda pels Estats Units com a reemplaçament de la Base Aèria d'Etzion. l'Israel Airports Authority va començar les operacions civils des d'Ovda el 1982, després de la signatura del tractat de pau amb Egipte. Anteriorment, tots els vols xàrter procedents d'Europa aterraven en Etzion, no obstant això aquest va ser un dels tres aeroports en el Sinaí que van ser retornats a Egipte com a resultat dels Acords de Camp David.

### Història recent
El 1988 es va prendre la decisió que els vols internacionals que portaven turistes a Elat podien aterrar a Ovda en lloc d'Elat. Aquesta decisió va permetre operar a grans aeronaus, com el Boeing 747, que fins aleshores no podien aterrar en l'Aeroport d'Elat. Des d'aquella mesura, la majoria dels vols internacionals aterren a Ovda en lloc d'Elat.

## Aerolínies i destinacions
L'Aeroport d'Ovda ofereix nombroses destinacions a Europa i Israel.

### Serveis regulars
- Arkia (Haifa, Tel-Aviv-Ben Gurion, Tel-Aviv-Sde Dov)
- Israel Airlines (EL AL) (Londres-Heathrow, París-Charles de Gaulle, Tel-Aviv-Ben Gurion)
- Israir (Haifa, Tel-Aviv-Ben Gurion, Tel-Aviv-Sde Dov)

### Serveis charter de temporada
- Arkefly (Ámsterdam)
- Arkia
- Flystar
- First Choice Airways
- Israir Airlines (Londres-Stansted)
- Jetairfly
- Sun D'Or (París-CDG)
- Thomsonfly (Londres-Luton)
- Transavia (Ámsterdam)
- XL Airways (Londres-Luton, Manchester)